# Stereo MC’s
Stereo MC’s – brytyjska grupa hip-hopowa, powstała w Londynie w 1985 roku, tworząca również muzykę z gatunków: trip-hop, acid-jazz czy house. Jej trzon tworzą raper Rob „Rob B.“ Birch, DJ i producent Nick „The Head“ Hallam oraz perkusista Ian „Owen If“ Rossiter.

## Kariera
Swój debiutancki krążek 33-45-78 wydali w 1989 roku. Później do Roba i Nicka dołączyli DJ Cesare, perkusista Owen If (Ian Rossiter) i wokalistka Cath Coffey (Catherine Muthomi Coffey). Ponadto z zespołem współpracowali Andrea Bedassie i Veronica Davis.
Następnym albumem był Supernatural, ale prawdziwy przełom i popularność dla zespołu przyszła wraz z płytą Connected, wydaną w 1992. Kolejna autorska płyta długogrająca powstała dopiero w 2001 roku. W międzyczasie zespół wydawał jedynie remiksy, m.in. album DJ-Kicks: Stereo MCs dla wytwórni Studio !K7.
Ostatni dotychczas album zespołu, Emperor's Nightingale, został wydany w 2011 roku.
Grupa kilkakrotnie wystąpiła w Polsce. Ostatni koncert odbył się 2 sierpnia 2009 roku w Łebie w ramach Allegro Cup.

## Dyskografia
- 33–45–78 (1989)
- Supernatural (1990)
- Connected (1992)
- DJ Kicks (2000)
- Deep Down & Dirty (2001)
- Paradise (2005)
- Double Bubble (2009)
- Emperor’s Nightingale (2011)